# Darty
Darty è una catena di negozi di elettrodomestici, informatica, telefonia e elettronica francese interamente controllata dalla società britannica KESA Electricals PLC specializzata nel settore della distribuzione elettrica che opera in Francia, Turchia, Lussemburgo, Spagna e Svizzera.

## Storia
Darty, è stata fondata nel 1957 in Francia dal padre e dai suoi tre figli Nathan, Marcel e Bernard dell'omonima famiglia che all'inizio gestirono un piccolo negozio di tessuti.
Nel 1988, i soci avviarono un'OPA, con l'approvazione e il sostegno dei fondatori, consentendo il riacquisto della società da parte dei suoi dipendenti e mostrando quindi l'innovazione economica e sociale, ove alla fine dello stesso anno si aprì il 100° negozio della catena.
Nel 1993, Darty è stata acquistata dalla società britannica Kingfisher Electricals PLC, che integrò le insegne Darty e Comet, in un unico ente europeo con sede a Parigi.
Sei anni dopo, nel 1999 venne aperto il sito Internet commerciale dell'omonima catena di negozi di elettronica, seguita, da altre acquisizioni di catene commerciali, includendo Darty e Ma in Francia, Comet nel Regno Unito, BCC nei Paesi Bassi, Vanden Borre in Belgio e Datart nella Repubblica Ceca e Slovacchia.
Nel 2006, Darty ha lanciato in Francia DartyBox, che è un box che collega ADSL, televisione e provider di telecomunicazioni basato sulla rete internet dell'operatore francese Completel.
Il 18 luglio 2016 Darty viene acquisita da Fnac per dare vita al gruppo Fnac-Darty.

## Darty in Italia
In Italia, Darty era presente con 29 negozi concentrati tutti nel Nord Italia e sparsi tra Lombardia, Piemonte, Liguria, Emilia-Romagna e Veneto. Era nato nel 2005
In data 21 novembre 2012 Darty Italia ha siglato un accordo di partnership con il gruppo italiano DPS Group per il passaggio di 20 negozi Darty posizionati in Veneto, Piemonte, Emilia Romagna, Lombardia e Liguria sotto l'insegna Trony concretizzatosi nel mese di marzo 2013. L'accordo ha previsto anche l'entrata di Darty nell'azionariato DPS Group pari al 15% del capitale.